# Lineage 2
Lineage 2 je MMORPG igra fantasy tematike.

## Vanjske poveznice
- Lineage 2 službena stranica